# رالف سكوت
رالف سكوت (بالإنجليزية: Ralph Scott)‏ هو لاعب كرة قدم أمريكية أمريكي، ولد في 26 سبتمبر 1894 في ديوي في الولايات المتحدة، وتوفي في 16 أغسطس 1936 في بيلينغز في الولايات المتحدة.

## وصلات خارجية
- رالف سكوت على موقع مرجع كرة القدم المحترفة.كوم (الإنجليزية)